# Warcisław (przystanek kolejowy)
Warcisław – zlikwidowany przystanek gryfickiej kolei wąskotorowej w Warcisławiu, w województwie zachodniopomorskim, w Polsce. Przystanek został zlikwidowany pomiędzy rokiem 1947 a 1959.